# Výtrusný prach
Zkoumání výtrusného prachu je nejčastěji používáno v mykologii při určování rodů nebo i jednotlivých druhů hub.

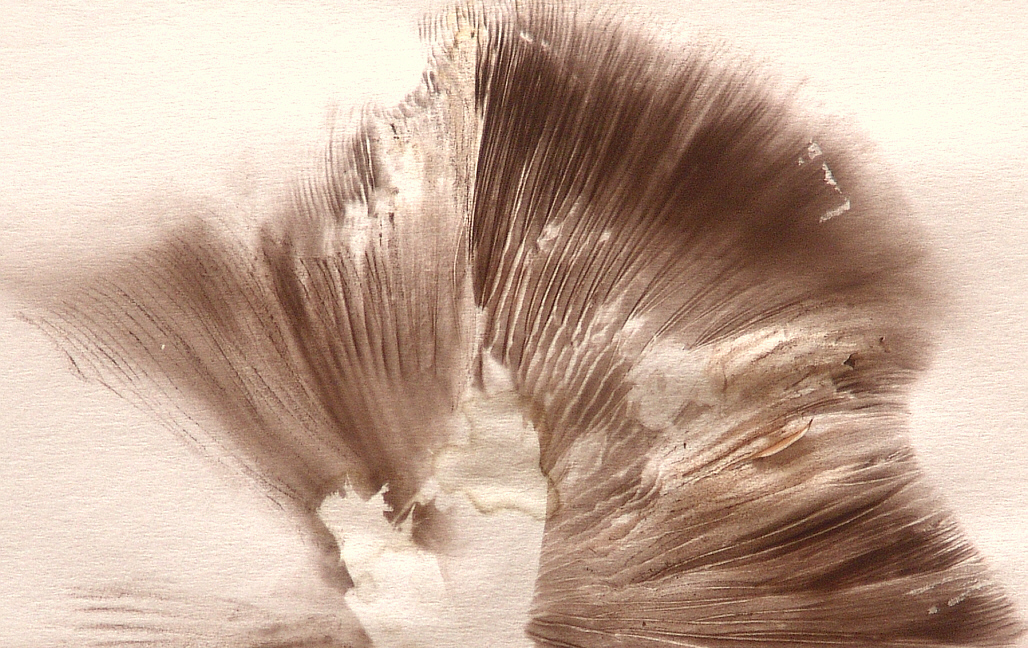
Výtrusný prach - reliéf lupenaté plodnice

Tvar, velikost, barva a povrchová struktura výtrusů jsou pro některé rody a především druhy typické, vždy však zpřesňují jejich zařazení a určení.
K makroskopickému zjišťování barvy nestačí několik výtrusů, jsou jich potřeba stovky tisíc. Proto se získává výtrusný prach. Jednoduchou metodou je položit plodnici na bílý papír rouškem (lupeny, rourky, ostny) dolů, přiklopit vhodným poklopem (vadil by i mírný vánek, navíc plodnice nezasychá) a vše nechat v ledničce několik hodin.
Abychom mohli pozorovat jednotlivé výtrusy a zejména jejich povrchovou strukturu, je potřeba využít služeb mikroskopů s imerzními objektivy. Mikroskopické studium výtrusů se tak proto může stát poměrně nákladným koníčkem. Přesto existuje možnost sledovat povrchovou strukturu i při nižších zvětšeních a s obyčejnými objektivy. Využívá se k tomu chemického odstranění samotné stěny výtrusu pomocí tzv. Javelského louhu, což není nic jiného než vodný roztok chlornanu draselného (v principu ho lze nahradit i roztokem chlornanu sodného). Stačí přidat pár kapek činidla k výtrusům na podložním sklíčku.